# Victoria Boekarest
Victoria Boekarest was een Roemeense voetbalclub uit de hoofdstad Boekarest.
De club werd opgericht in 1970 en promoveerde begin jaren tachtig naar de derde klasse. In 1985 promoveerde Victoria naar de hoogste klasse en eindigde in het eerste seizoen als 12de. De volgende 3 seizoenen waren topjaren voor de club, Victoria werd 3 keer 3de en in de UEFA Cup werd in 1988/89 de kwartfinale gehaald. Door onregelmatigheden in voorgaande seizoenen werd de club in 1989/90 tijdens het seizoen uit de competitie gezet en degradeerde de club. De wedstrijden van de club werden gemanipuleerd en na de Roemeense revolutie werd de club ontbonden.
Tijdens seizoen 1989/90 werd het communistische regime in Roemenië omver geworpen. Politieclub Victoria Boekarest en FC Olt Scornicești, een club die politiek gesteund werd door dictator Nicolae Ceaușescu werden na de winterstop uit de competitie gezet wegens onregelmatigheden in voorgaande seizoenen. Alle clubs kregen voor de terugwedstrijd een 3-0-overwinning toegekend. In januari 1990 werd de club ontbonden.

## Eindrangschikkingen
- 1985/86 - 12de
- 1986/87 - 3de
- 1987/88 - 3de
- 1988/89 - 3de
- 1989/90 - 17de

## Victoria in Europa
Uitslagen vanuit gezichtspunt Victoria Boekarest
| Seizoen | Competitie | Ronde | Land                                    | Club             | Totaalscore | 1e W    | 2e W    | PUC  |
| ------- | ---------- | ----- | --------------------------------------- | ---------------- | ----------- | ------- | ------- | ---- |
| 1987/88 | UEFA Cup   | 1R    | Vlag van Cyprus                         | EPA Larnaca      | 4-0         | 1-0 (U) | 3-0 (T) | 5.0  |
|         |            | 2R    | Vlag van Sovjet-Unie                    | Dinamo Tbilisi   | 1-2         | 1-2 (T) | 0-0 (U) | 5.0  |
| 1988/89 | UEFA Cup   | 1R    | Vlag van Malta                          | Sliema Wanderers | 8-1         | 2-0 (U) | 6-1 (T) | 10.0 |
|         |            | 2R    | Vlag van Sovjet-Unie                    | Dinamo Minsk     | 2-2 u       | 1-2 (U) | 1-0 (T) | 10.0 |
|         |            | 1/8   | Vlag van Finland                        | TPS Turku        | 3-3 u       | 1-0 (T) | 2-3 (U) | 10.0 |
|         |            | 1/4   | Vlag van Duitse Democratische Republiek | Dynamo Dresden   | 1-5         | 1-1 (T) | 0-4 (U) | 10.0 |
| 1989/90 | UEFA Cup   | 1R    | Vlag van Spanje                         | Valencia CF      | 2-4         | 1-3 (U) | 1-1 (T) | 1.0  |

Totaal aantal punten voor UEFA coëfficiënten: 16.0